# Juan Navarro Baldeweg
Juan Navarro Baldeweg (Santander, Cantàbria, 11 de juny de 1939) és un arquitecte, pintor i escultor espanyol. És el director de l'estudi d'arquitectura Navarro Baldeweg Associats, establert a Madrid.
Es va graduar el 1965 a l'Escola Tècnica Superior d'Arquitectura de la Universitat Politècnica de Madrid, on també es va doctorar el 1969. Entre 1969 i 1971 va rebre una beca d'IBM, fet que li va permetre desenvolupar la seva línia de recerca al Centre de Càlcul de Madrid. Es va centrar en la translació dels processos tecnològics a l'àmbit social i el planejament urbà, continuant amb la línia de recerca de la seva tesi doctoral. Des de llavors, ha estat professor convidat a Filadèlfia, Yale, Princeton, al Graduate School of Design de la Harvard University -com Kenzō Tange- i Barcelona. Entre 1959 i 1960 va estudiar gravat a l'Acadèmia de Belles arts de Sant Ferran. És catedràtic del Departament de Projectes Arquitectònics en la mateixa escola on es va graduar, i on va introduir visions metafòriques de l'arquitectura enfront de les matèriques del catedràtic Javier Carvajal o les tectòniques del catedràtic Vázquez de Castro.

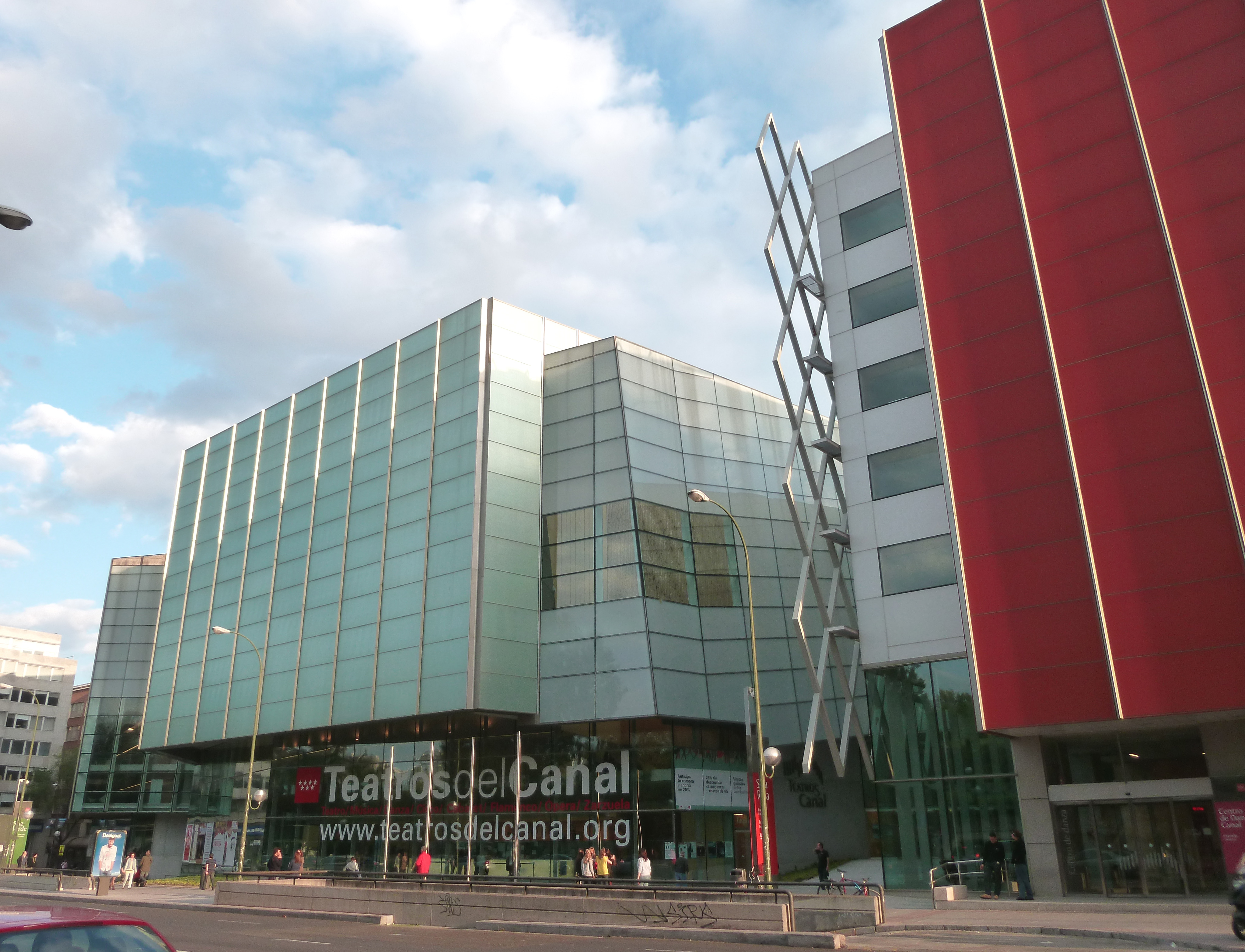
Vista dels Teatres del Canal, a Madrid, complex del qual Navarro va executar la majoria del projecte abans de ser acomiadat.

És membre de la Reial Acadèmia de Belles arts de Sant Ferran i de l'Acadèmia Europea de Ciències i Arts.

## Obres destacades

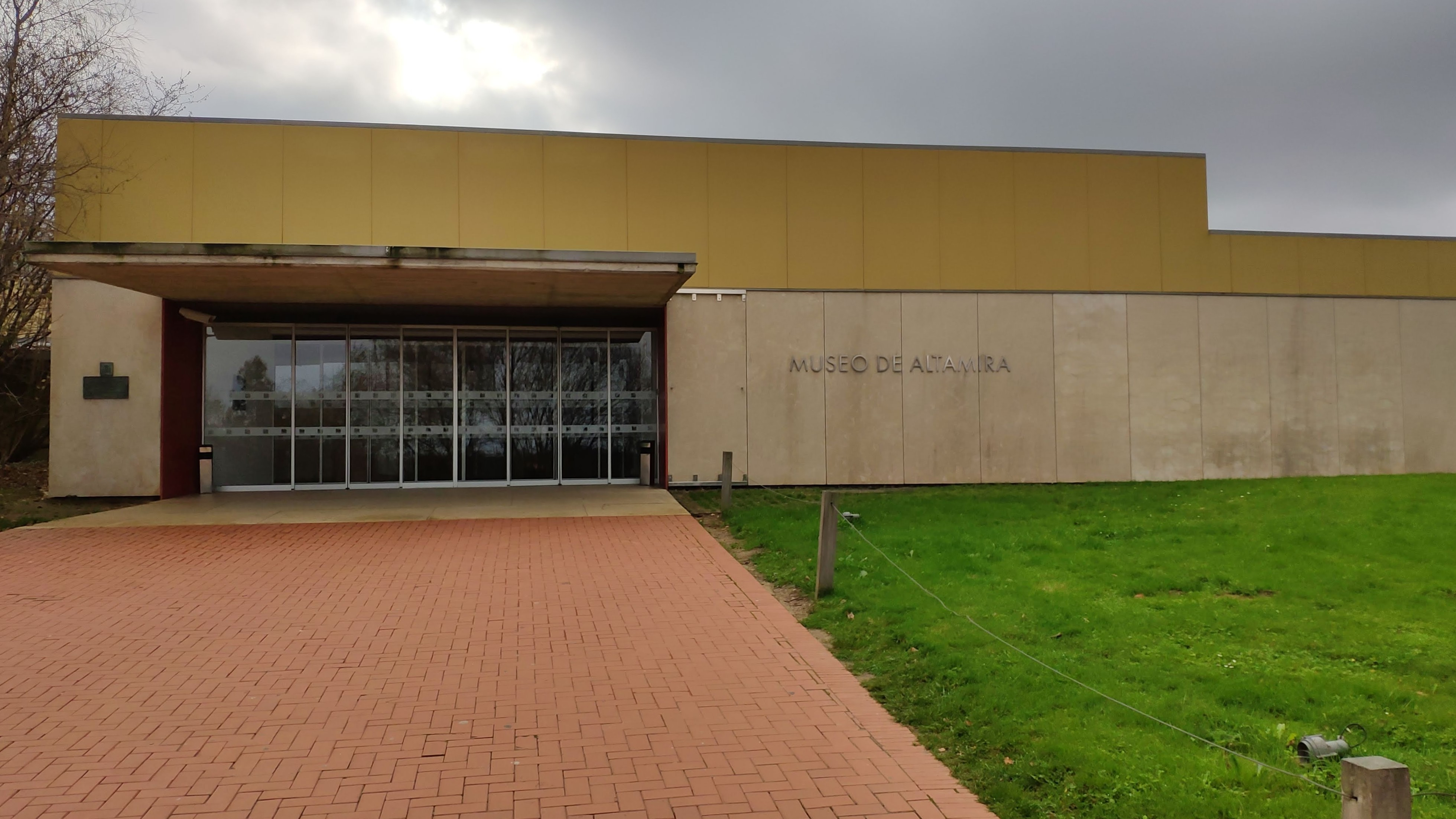
Entrada al Museu Nacional i Centre de Recerca de Altamira.

- Casa de la pluja, Liérganes, Espanya (1978 - 1982).
- Molins del riu Segura, Múrcia, Espanya (1984-1988).
- Centre de Serveis Socials i Biblioteca a la Porta de Toledo, Madrid, Espanya (1985 - 1992).
- Palau de congressos i exposicions de Castella i Lleó o palau de congressos de salamanca. 1. , Salamanca, Espanya (1985-1992).
- Projecte de Remodelació Urbana, Torí, Itàlia (1986).
- Palau de Congressos i Exposicions, Cadis, (1988).
- Pavelló d'Entrenament a la Vila Olímpica, Barcelona, Espanya (1988).
- Centre d'Espectacles, Blois, França (1991).
- Centre de Congressos, Salzburg, Àustria (1992).
- Recinte Firal, Silleda, Espanya (1992).
- Casa Estudi per al pintor Gordillo, Madrid, (1992).
- Seu de Conselleries per a la Junta dExtremadura. 1., Mèrida, Espanya (1992 - 1995).
- Centre Cultural, Villanueva de la Cañada, (1992 - 1997).
- Museu i Centre Cultural Salvador Allende. 1., Santiago de Xile, (1993).
- Edifici de Jutjats, Maó, (1993 - 1995).
- Conselleria d'Indústria i Turisme , Toledo, Espanya (1993-1996 ).
- Proposta per a l'Illa dels Museus, Berlín, (1994).
- Biblioteca Hertziana, Roma, (1995).
- Ampliació del Centre Woolworth de la Música, Princeton, EE. EUA (1995-1997 ).
- Museu de les Coves d'Altamira, Santillana del Mar, Espanya (1995-2000 ).
- Edifici Departamental a la Universitat Pompeu Fabra, Barcelona, (1996 - 2007).
- Centre Cultural. 1., Benidorm, (1997 - 2006).
- Projecte Ampliació del Museu Nacional Centre d'Art Reina Sofia, Madrid, (1999).
- Centre per a les Arts Escèniques de la Comunitat de Madrid. 1., Madrid, (2000).
- Centre Nacional de Recerca, Museu de l'Evolució Humana i Palau de Congressos, Burgos, (2000 - 2009).
- Rehabilitació del Molí de Martos i Balcó del Guadalquivir, Còrdova, (2001 - 2005).
- Palau de la Música i de les Arts Escèniques. 1., Vitòria, (2002).
- Institut del Coneixement, Amersfoort, Països Baixos (2003).
- Projecte Ciutat del Flamenc, Jerez de la Frontera, (2004).
- Instal·lació per al Pavelló Itàlia a la 9. ª Biennal de Venècia, Itàlia (2004).
- Projecte Palau de Congressos i Hotel, Palma (2005).
- Projecte Parc Lineal del Manzanares, Madrid, (2005).
- Homenatge a Barragán a la Fira del Moble, Milà, Itàlia (2005).
- Nou Hospital Universitari Central d'Astúries, Oviedo, Astúries (2013).

## Premis i reconeixements
- Premi Nacional d'Arts Plàstiques (1990).[3]
- Medalla d'Or Heinrich Tessenow (1998).
- Honorary Fellow of The American Institute of Architects (2001)
- Medalla d'Or al Mèrit en les Belles arts (2007).[4]
- Medalla d'Or de l'Arquitectura Espanyola (2008).[5]
- Premi X Biennal Espanyola d'Arquitectura (2009)
- Premi Nacional d'Arquitectura d'Espanya (2014).